# Hidrolândia (Goiás)
Hidrolândia is een gemeente in de Braziliaanse deelstaat Goiás. De gemeente telt 14.718 inwoners (schatting 2009).

## Aangrenzende gemeenten
De gemeente grenst aan Aparecida de Goiânia, Bela Vista de Goiás, Cromínia, Mairipotaba, Piracanjuba en Professor Jamil.